# Simmersfeld
Simmersfeld ist eine Gemeinde im Landkreis Calw in Baden-Württemberg. Sie gehört zur Region Nordschwarzwald.

## Geografie

### Geografische Lage
Der Luftkurort Simmersfeld liegt mitten im nördlichen Schwarzwald auf dem hügeligen Hochplateau zwischen dem oberen Enztal und dem Nagoldtal, zwischen Bad Wildbad und Freudenstadt, 1 km abseits der B 294. 75 % der Gemeindefläche sind Waldflächen, knapp 20 % werden landwirtschaftlich genutzt, der Rest ist Siedlungs- und Verkehrsfläche.

### Nachbargemeinden
Die Gemeinde grenzt im Norden an die Stadt Bad Wildbad, im Osten an Neuweiler, im Südosten an die Stadt Altensteig, im Süden an Grömbach, im Südwesten an Seewald und im Westen an Enzklösterle.

### Gemeindegliederung
Simmersfeld besteht aus den sechs Ortsteilen Aichhalden, Beuren, Ettmannsweiler, Fünfbronn, Oberweiler und Simmersfeld. Die räumlichen Grenzen der Ortsteile sind identisch mit denen der früheren Gemeinden gleichen Namens, ihre offizielle Benennung erfolgt in der Form „Simmersfeld – …“. Die Ortsteile bilden zugleich Wohnbezirke im Sinne der baden-württembergischen Gemeindeordnung. In den räumlichen Grenzen der Ortsteile Beuren, Ettmannsweiler und Fünfbronn sind jeweils Ortschaften im Sinne der baden-württembergischen Gemeindeordnung mit jeweils eigenem Ortschaftsrat und Ortsvorsteher als dessen Vorsitzender eingerichtet. Die Ortsteile Aichhalden und Oberweiler bilden zusammen die Ortschaft Oberweiler-Aichhalden. In den vier Ortschaften befinden sich örtliche Verwaltungsstellen der Gemeindeverwaltung mit den Bezeichnungen „Gemeinde Simmersfeld, Verwaltungsstelle …“.
Zum Ortsteil Aichhalden gehören das Dorf Aichhalden und der Weiler Oberweiler. Zum Ortsteil Beuren gehören das Dorf Beuren und der Ort Neumühle. Zu den Ortsteilen Ettmannsweiler, Fünfbronn und Simmersfeld gehören jeweils nur die gleichnamigen Dörfer.

Im Ortsteil Simmersfeld liegt die Wüstung Moosberg.

## Geschichte

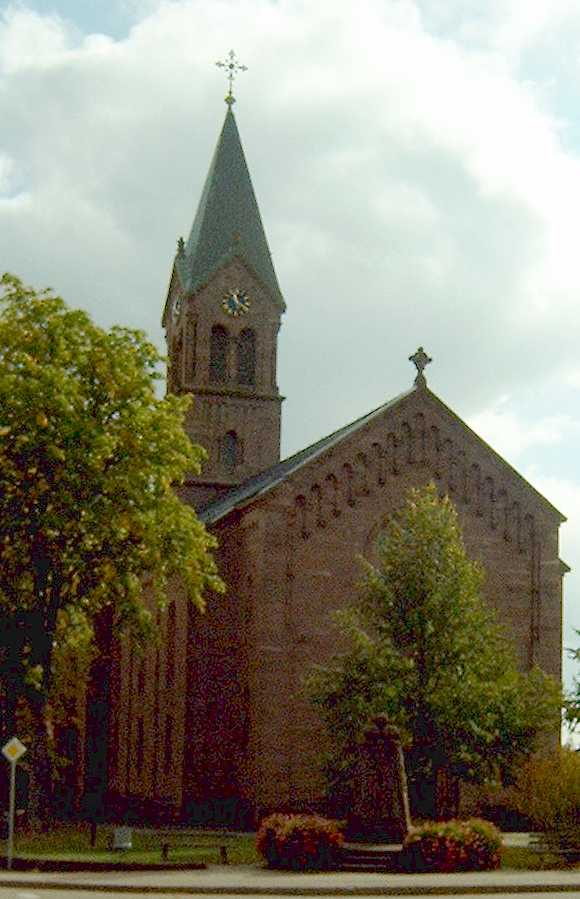
Die evangelische Johanneskirche

### Mittelalter
Simmersfeld verdankt seine Entstehung wohl dem Kloster Hirsau. Der Ort wurde um das Jahr 1100 erstmals als „Sigmaresfeld“ in Verbindung mit einem Grafen Sigmar genannt. Im Jahre 1303 heißt er „Sigmarsvelt“. Wer dieser Sigmar war, von dem sich der Ortsname herleitet, ist heute nicht mehr zu ermitteln.
Um 1100 lebte Abt Wilhelm in Hirsau, dem Simmersfeld wohl die Entstehung seiner alten Kirche zu verdanken hat. Sie war in der einfachsten Form des romanischen Stils erbaut und wurde 1886 wegen Baufälligkeit abgetragen. Von 1886 bis 1889 wurde die heutige Johanneskirche an gleicher Stelle wieder aufgebaut, wobei die eigenartige Choranlage des alten Baus beibehalten wurde (im April 1945 wurde insbesondere der Turm der Kirche durch Beschuss stark beschädigt).
Die ältesten Herren des Gebietes waren als Lehnsträger des Reiches die Nagoldgaugrafen, später Pfalzgrafen von Tübingen. Im Jahre 1240 kamen Simmersfeld, Altensteig, Haiterbach und Wildberg-Bulach an die Hohenberger. In die Zeit der tübingischen Oberhoheit fällt wohl auch die Gründung der Burg Schilteck, die in der Nähe der Schildmühle im Schnaitbachtal stand.
Nach den Herren von Hohenberg, Hugo von Berneck und Württemberg kam 1393 die Herrschaft Altensteig an den Markgrafen von Baden. Beuren, Ettmannsweiler und Simmersfeld wurden für 200 Jahre badisch.

### Neuzeit
Am 20. Dezember 1603 kam nach langem Hin und Her ein Kauf zustande, der die Herrschaft Altensteig, wozu auch Simmersfeld gehörte, an das Herzogtum Württemberg brachte.
Nach der Errichtung des Königreichs Württemberg wurde Simmersfeld 1810 dem Oberamt Nagold zugeordnet.
Im Februar 1826 erhielt Simmersfeld von der königlich-württembergischen Regierung die Erlaubnis, im Frühjahr und Herbst je einen Markt abzuhalten. Die Märkte finden bis heute noch statt.
Die anderen Ortsteile entstanden entweder als Waldhufendörfer oder später aus Streusiedlungen auf gerodeten Flächen.
Während der NS-Zeit in Württemberg fanden zwei Kreisreformen statt. Zunächst gab es 1934 lediglich eine Umbenennung des Oberamts in Kreis Nagold, dem Simmersfeld von 1934 bis 1938 angehörte. Mit der größeren Kreisreform von 1938 kam Simmersfeld zum Landkreis Calw. Nach dem Zweiten Weltkrieg wurde der Ort Teil der Französischen Besatzungszone und erfuhr somit die Zuordnung zum neu gegründeten Land Württemberg-Hohenzollern, welches 1952 im Land Baden-Württemberg aufging.
Die heutige Gemeinde Simmersfeld wurde am 1. Januar 1975 durch die Vereinigung der Gemeinden Simmersfeld, Aichhalden, Beuren, Ettmannsweiler und Fünfbronn neu gebildet.
Gemeinsam mit der Stadt Bad Wildbad unterhält die Gemeinde Simmersfeld den Schulverband Simmersfeld. Dieser stammt noch aus der Zeit, als die heute zu Bad Wildbad gehörigen Bergorte Aichelberg, Hünerberg, Meistern, Rehmühle und Kälbermühle die eigenständige Gemeinde Bergorte und später Gemeinde Aichelberg bildeten (1850 bis 1974).

## Religionen
Die evangelischen Bewohner des Hauptortes Simmersfeld mit den Ortsteilen Ettmannsweiler, Fünfbronn und Beuren gehören zur Evangelischen Kirchengemeinde Simmersfeld im Kirchenbezirk Calw-Nagold der Evangelischen Landeskirche in Württemberg, die Evangelische Kirchengemeinde Aichhalden (mit Oberweiler) dagegen ist im Kirchspiel Zwerenberg Teil der Evangelischen Verbundkirchengemeinde Zwerenberg im selben Kirchenbezirk.

## Politik

### Gemeinderat
In Simmersfeld wird der Gemeinderat nach dem Verfahren der unechten Teilortswahl gewählt. Dabei kann sich die Zahl der Gemeinderäte durch Überhangmandate verändern. Ab 2024 hat der Gemeinderat in Simmersfeld 15 Mitglieder. Die Kommunalwahl am 9. Juni 2024 führte zu folgendem vorläufigen Endergebnis:
| Partei                                | Stimmen | Sitze |
| ------------------------------------- | ------- | ----- |
| Freie Bürger-Freie Wähler             | 75,74 % | 12    |
| Frischer Wind für Simmersfeld         | 19,97 % | 3     |
| Simmersfeld für die Zukunft           | 1,98 %  | 0     |
| Interessengemeinschaft Wald und Natur | 2,31 %  | 0     |

### Bürgermeister
Bürgermeister ist seit 2009 Jochen Stoll. Zuvor war von 1993 bis 2009 Gerhard Feeß Bürgermeister, der anschließend von 2009 bis 2025 Bürgermeister von Altensteig war.

## Kirchen
- Aichhalden: Die kleine und schlichte evangelische Martinskirche scheint seit Jahrhunderten äußerlich wenige Veränderungen erfahren zu haben. Der kräftige dreistöckige Chorturm mit Eckquadern enthält im Chor noch Fresken aus der Bauzeit um 1300.[7] Sie war früher wohl eine Wallfahrtskirche. 1965 schuf der Glaskünstler Wolf-Dieter Kohler das Chorfenster mit Christus in der Mandorla und den Evangelistensymbolen für Matthäus, Markus, Lukas und Johannes.
- Beuren: Die St. Anna-Kapelle Beuren stammt aus vorreformatorischer Zeit, 1527 wurde sie erstmals erwähnt und 1676 sowie im 20. Jahrhundert renoviert. 1820 wurde der Turm erneuert. Nach 150 Jahren Unklarheit über kommunale oder kirchliche Zuständigkeit und Besitzverhältnisse wurde die Kapelle 1978 Eigentum der Kirchengemeinde Simmersfeld.[8][9]
- Simmersfeld: Die evangelische Johanneskirche Simmersfeld hatte seit dem Beginn des 12. Jahrhunderts eine romanische Sebastianskirche als Vorgängerkirche, die 1360 erstmals erwähnt wird. In der Markgrafschaft Baden, zu der Simmersfeld mit dem Amt Altensteig damals gehörte, wurde im Jahre 1556 die Reformation durchgeführt. 1604 kam Simmersfeld an Württemberg. Nach dem Dreißigjährigen Krieg bis ins 19. Jahrhundert verschlechterte sich der bauliche Zustand trotz Reparaturen immer mehr, sodass die Sebastianskirche 1885 abgebrochen werden musste. Die große neuromanische heutige Johanneskirche wurde vom württembergischen Oberbaurat Karl von Sauter mit über 700 Sitzplätzen geplant und im September 1889 eingeweiht.[10][11] Die Gesamtverglasung einschließlich der dekorativen Rosette über dem Westportal und vor allem dem Chorfenster (Motiv: Christus, der gute Hirte) wurde von Wilhelm Jahn aus Heilbronn ausgeführt.[12] Über die eine Beurener und die vier Simmersfelder Glocken informiert eine Broschüre.[13]

## Wirtschaft und Infrastruktur

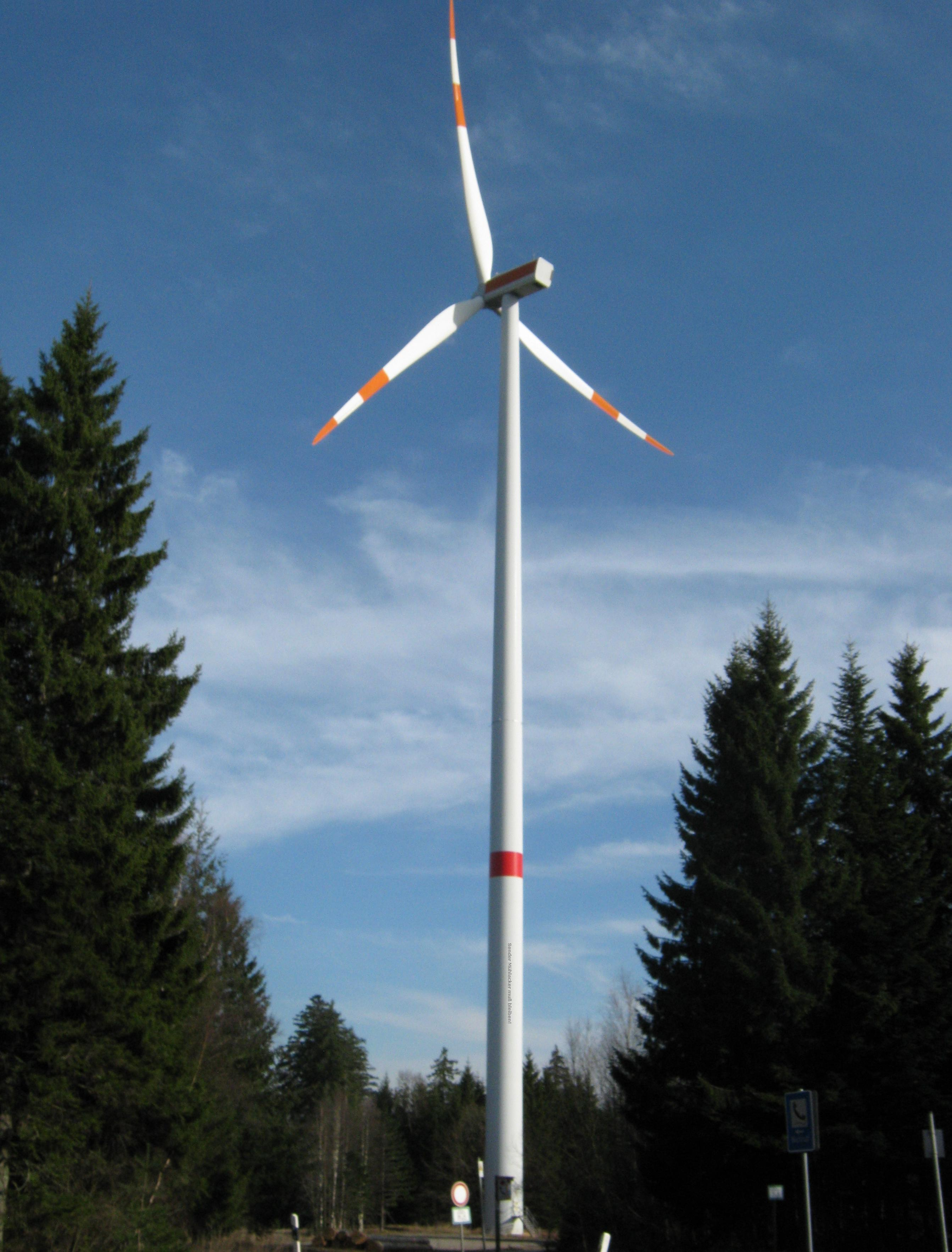
Ein Vestas V90 Windkraftanlage des Windparks Nordschwarzwald

Die Landwirtschaft spielt noch eine recht große Rolle in Simmersfeld. Die Statistik nannte 2003 neun landwirtschaftliche Haupterwerbsbetriebe und 35 Nebenerwerbsbetriebe.
Am Ort gibt es etwa 580 Arbeitsplätze, davon 380 im produzierenden Gewerbe; andere Branchen sind Dienstleistung und Gastronomie, die hier hauptsächlich der Touristik zuzuordnen sind.
Der auf einem ehemaligen Munitionslager errichtete Windpark Nordschwarzwald war bis zum 31. Oktober 2015 der größte Windpark in Baden-Württemberg. Er besteht aus 14 Windkraftanlagen, 4 vom Typ Vestas V80 mit 100 Metern Nabenhöhe und 10 Anlagen vom Typ Vestas V90 mit 125 Metern Nabenhöhe. Neun Windräder stehen auf Simmersfelder Gemarkung, fünf in Seewald-Besenfeld. Jede der Anlagen hat eine Nennleistung von 2,0 MW. Der Windpark Nordschwarzwald ging im Juli 2007 in Betrieb. Obwohl die 14 Rotoren auf knapp 900 Meter Höhe im Nordschwarzwald gebaut wurden, belegen Auswertungen des Windparks aus 2011, dass der Ertrag weit hinter den Erwartungen zurückliegt.

## Events
- Sauwetterfest Simmersfeld
- Dreschschuppenfest
- Kulturwerkstatt Simmersfeld

## Söhne und Töchter der Gemeinde
- Karl Kübler (1897–1990), Archäologe
- Hartmut Esslinger (* 1944), Produktdesigner